# Trifolium longifoliolum
Trifolium longifoliolum là một loài thực vật có hoa trong họ Đậu. Loài này được (Hemsl.) House miêu tả khoa học đầu tiên năm 1906.